# David Gore
David Gore (ur. 23 sierpnia 1996 w Hollywood) − amerykański aktor filmowy. W 2009 otrzymał Young Artist Award za podkładanie głosu Scootera w filmie animowanym Wyprawa na Księżyc 3D.

## Filmografia
- Czarodzieje z Waverly Place (2007) - jako Bengy
- Drake i Josh (2008) - jako Zigfee
- Wyprawa na Księżyc 3D (2008) - jako Scooter (głos)
- Zeke i Luther (2010) - jako Kirby